# جک فینی
والتر باردین (جک) فینی (به انگلیسی: Walter Braden (Jack) Finney) (زاده ۲ اکتبر ۱۹۱۱ - درگذشته ۱۴ نوامبر ۱۹۹۵) نویسنده آمریکایی

## کتابشناسی
- مردی در تله
- می
- ربایندگان جسد (رمان)
- تهاجم

## اقتباس سینمایی آثار
اولین نسخه سینمایی در سال ۱۹۵۶ به صورت سیاه و سفید توسط «دان سیگل» ساخته شد و «فیلیپ کافمن» در سال ۱۹۷۸ آن را بازسازی کرد. هر دو فیلم «هجوم ربایندگان جسد» (Invasion of the Body Snatchers) نام داشتند و تأثیر آنها بر فیلم اخیر کاملاً مشهود است. سومین اقتباس سینمایی از رمان سال ۱۹۵۵ جک فینی «تهاجم» (Invasion) نام گرفته است. رمان کلاسیک وی به نام «ربایندگان جسد» یک بار دیگر بر پرده سینما نقش بسته و این بار «نیکول کیدمن» و ستاره فیلم‌های جیمز باند «دانیل کریگ» در فیلم حضور دارند. در نسخه ۲۰۰۷ فیلم «تهاجم» که در گوشه‌هایی از آن به مسائل سیاسی- اجتماعی معاصر اشاره یی می‌شود، کیدمن نقش روانکاوی اهل واشینگتن به نام «کارول بنل» را بازی می‌کند. یک سفینه فضایی منفجر می‌شود و بازماندگان این انفجار که سفینه‌شان ویران شده به شهرهای آمریکا سرازیر می‌شوند. آنها بیگانه‌هایی هستند که به افراد در حال خواب حمله می‌کنند و از انسان‌ها موجوداتی بی‌احساس و عاری از خصلت‌های انسانی می‌سازند. این عارضه به صورت اپیدمی به سرعت منتشر می‌شود و زندگی بنل را مانند بسیاری دیگر دگرگون می‌کند. بنل به همراه دوستش دکتر بن دریسکول (با نقش آفرینی دانیل کریگ) به حقایقی تکان دهنده در مورد این عارضه مسری دست می‌یابند و از سوی دیگر بنل با دشواری در تلاش است بیدار بماند و پسر جوانش، اولیور (جکسون باند) را بیابد زیرا او ممکن است بتواند پیش از آنکه دیر شود، تهاجم را متوقف کند. کیدمن در حال حاضر در استرالیا به سر می‌برد و در کنار «هیو جکمن» استرالیایی در حال بازی در فیلم کمدی- رمانتیک «باز لورمن» به نام «استرالیا» است. آنچه می‌خوانید متن مصاحبه اینترنتی کیدمن با تیم لامرز از شبکه ان بی سی است.